# Club Atlético Cirbonero
El Club Atlético Cirbonero es un club de fútbol de España de la localidad de Cintruénigo en Navarra. Juega en el grupo XV de Tercera División RFEF. El nombre procede del gentilicio de los habitantes de Cintruénigo.

## Historia
Fundado en 1943; compite en categoría regional durante las décadas de 1950, parte de 1960 y 1970. Entre 1961 y 1966 no hubo equipo de fútbol federado en Cintruénigo.  

Es en la temporada 1983/84 cuando debuta en Tercera división. Durante 5 temporadas consecutivas logra mantenerse en esta categoría. En 1987/88 el club desciende a regional y no regresa a Tercera hasta 2004/05. Consigue consolidarse y realiza buenas campañas: Es 6.º en 2006/07. Consigue ser 3.º en 2009/10 lo que le permite la clasificación para la promoción de ascenso a Segunda División B. Aunque es eliminado en primera ronda por el Ayamonte Club de Fútbol. El mayor éxito del club sucede en la temporada 2015/16 cuando logra el subcampeonato del grupo XV de Tercera División por detrás de Osasuna B y clasificándose para la Promoción de ascenso a Segunda División B aunque cae el primera ronda frente al CD Cayón. Ese año se clasifica para jugar la Copa del Rey 2017, elimina en primera y segunda ronda a la SD Ponferradina y al Racing de Ferrol respectivamente y cae eliminado en tercera ronda por el CD Guijuelo.

Logra el 3.º puesto en Tercera y se clasifica para la Promoción de ascenso a Segunda División B, eliminando en primera ronda al CD Guadalajara y cae en segunda ronda eliminado por el CD Vitoria.

La temporada 2017/18 es 5.º pero por decisión de RFEF en decrimento del CD Iruña, juega la Promoción de ascenso a Segunda División B.
Luego tenemos jugadores que son historia como marco morera,Juan morerea y Ismael hasnoui

## Palmarés
Temporadas en Tercera División: 19
Subcampeón de Tercera División: 1 (2015/16)
Participaciones en Promociones a Segunda División B: 4

### Todas las Temporadas
| Temporada      | División | Puesto |  |
| -------------- | -------- | ------ |  |
| De 1943 a 1983 | Regional | —      |  |
| 1983/84        | 3.ª      | 11.º   |  |
| 1984/85        | 3.ª      | 11.º   |  |
| 1985/86        | 3.ª      | 17.º   |  |
| 1986/87        | 3.ª      | 16.º   |  |
| 1987/88        | 3.ª      | 20.º   |  |
| De 1988 a 2003 | Regional | —      |  |
| 2004/05        | 3.ª      | 10.º   |  |
| 2005/06        | 3.ª      | 13.º   |  |
| 2006/07        | 3.ª      | 6.º    |  |
| 2007/08        | 3.ª      | 14.º   |  |

| Season  | Division | Place |  |
| ------- | -------- | ----- |  |
| 2008/09 | 3.ª      | 7.º   |  |
| 2009/10 | 3.ª      | 3.º   |  |
| 2010/11 | 3.ª      | 8.º   |  |
| 2011/12 | 3.ª      | 8.º   |  |
| 2012/13 | 3.ª      | 5.º   |  |
| 2013/14 | 3.ª      | 10.º  |  |
| 2014/15 | 3.ª      | 13.º  |  |
| 2015/16 | 3.ª      | 2.º   |  |
| 2016/17 | 3.ª      | 3.º   |  |
| 2017/18 | 3.ª      | 5.º   |  |
| 2018/19 | 3.ª      | 7.º   |  |
| 2019/20 | 3.ª      | -     |  |

## Estadio
El Cirbonero disputa sus partidos como local en el campo de fútbol de San Juan en Cintruénigo, Navarra

## Uniforme
Camiseta blanquiazul a rayas verticales, pantalón azul y medias blanquiazules.